# Ardbeg

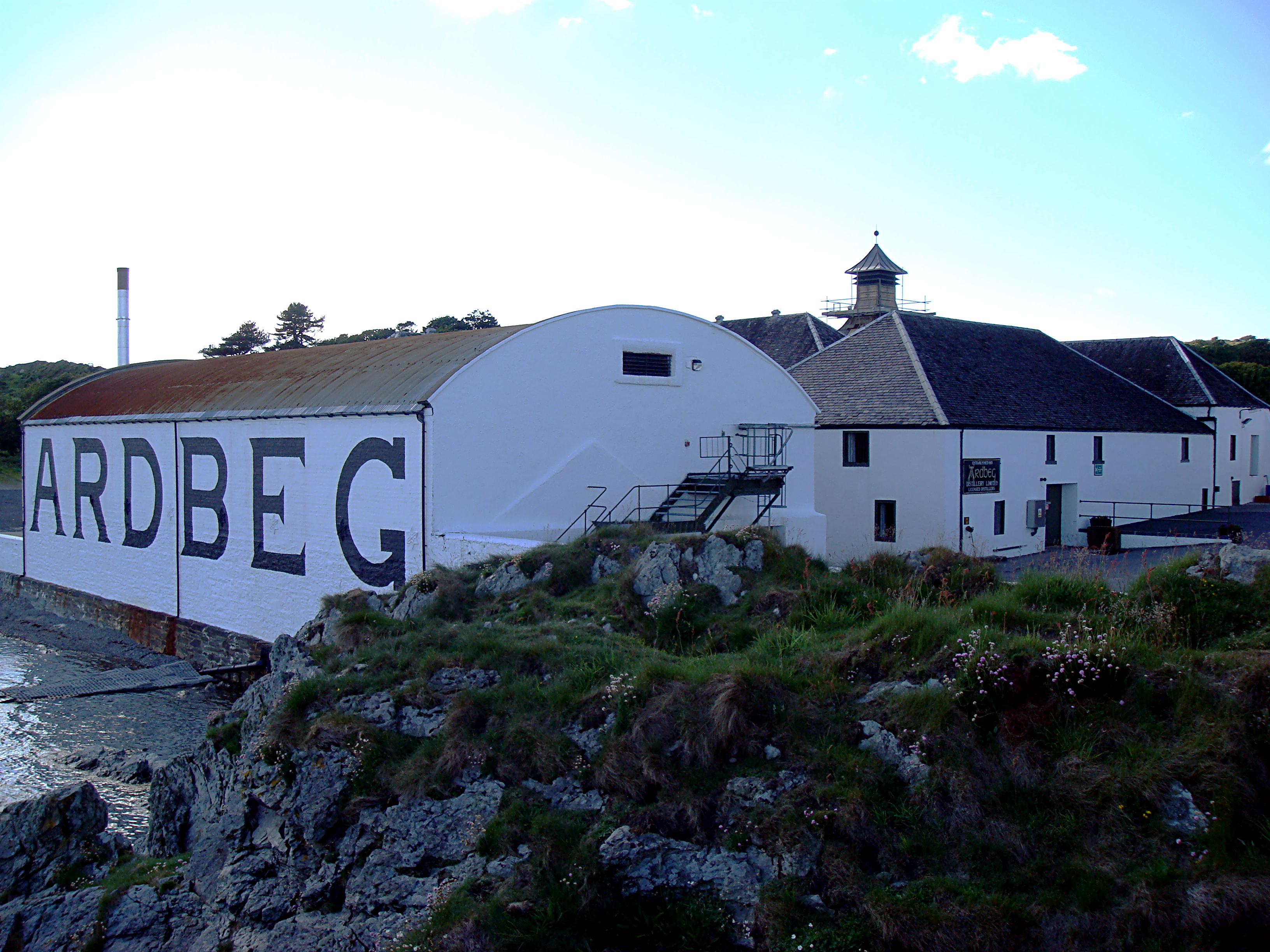
La distilleria

Ardbeg è una distilleria di whisky di proprietà di Moët Hennessy Louis Vuitton, situata nella costa meridionale dell'isola Islay in Scozia.

## Storia
La distilleria venne fondata nel 1815 da John McDougall, che la vendette nel 1838 a Thomas Buchanan, commerciante di Glasgow. Buchanan tenne alle proprie dipendenze le figlie di McDougall, Margaret e Flora, che furono le prime donne distillatrici di tutta la Scozia. Nel 1886 la distilleria produceva 300.000 galloni di whisky all'anno, impiegando 60 lavoratori. 
Nel 1979 Ardbeg viene venduta alla multinazionale Allied Domecq che ha proseguito la produzione fino al 1981 e dal 1989 al 1996, rivendendola nel 1997 a Glenmorangie, la quale ha ceduto tutte le quote a LWMH il 28 dicembre 2004. 
Nel gennaio 2012 l'azienda ha inviato nello spazio alcune fiale contenenti campioni di whisky per testare eventuali conseguenze della microgravità sui composti del distillato. Tali fiale sono state a bordo della stazione spaziale internazionale e sono rientrate sulla terra nel settembre 2014; l'esperimento ha coinvolto l'azienda aerospaziale Nanoracks ed è stato presentato all'Edinburgh Science Festival il 10 aprile 2012.